# Стеркул
Сте́ркул (лат. Sterculus) — римський бог добрива. Первісно С. було прізвиськом Сатурна, згодом стало ім’ям особливого божества, яке навчилося мистецтва вдобрювати поля від Геракла, що передав йому Авгієву науку.